# Austerocardiochiles xibozu
Austerocardiochiles xibozu är en stekelart som beskrevs av Chen, Whitfield och He 2004. Austerocardiochiles xibozu ingår i släktet Austerocardiochiles och familjen bracksteklar. Inga underarter finns listade.